# Cilan (Pokémon)
Cilan (デント, Dento in de Japanse versie) is een personage uit het 14e seizoen van de Japanse tekenfilmserie Pokémon en het spel Pokémon Black en White.
Cilan reist met Ash Ketchum en Iris mee door de Unova-regio in het veertiende seizoen van Pokémon. Hij is de gymleider van Striaton City. Nadat Ash hem in een gymgevecht verslaat, besluit hij met Ash en Iris mee te reizen. Hij lijkt de vervanging van Brock: hij kookt ook voor het team. Hij is de eerste gymleader die Ash verslaat in de regio en reist na het gymgevecht met Ash mee. Zijn voornaamste Pokémon is Pansage.
In Pokémon Black en White wordt Cilan in de eerste gym enkel bevochten als de trainer Oshawott als startpokémon had gekozen, anders moet de trainer vechten met een van zijn broers. De Nederlandse stem van Cilan wordt ingesproken door Jurjen van Loon en de Engelse stem door Jason Griffith. In de Japanse versie wordt zijn stem ingesproken door Mamoru Miyano. Cilan was voor het eerst te zien in aflevering 5 van het veertiende seizoen: Een Dreiging van Driedubbele Leiders!.

## De reizen van Cilan
Cilan reist in het veertiende tot en met zestiende seizoen samen met Iris en Ash door de Unova-regio in de Pokémonwereld.

## Cilans Pokémon

### De Pokémon in de Striaton Gym
Geen.

### Cilans Pokémon tijdens zijn reizen
Hier is een lijst van al Cilans Pokémon in volgorde van vangst:
Unova: 
- Pansage
- Dwebble > Crustle
- Stunfisk

## Pokémon die Cilan had
Om verschillende redenen heeft Cilan deze Pokémon achtergelaten.

### Pokemon die zijn Vrijgelaten
- Basculin Blue-Striped Form (Een wilde Frillish liet hem uit zijn pokéball.)

### Pokemon die zijn weggegeven
Geen.

### Pokemon die zijn geruild
Geen.

## Toernooien
Cilan heeft aan verschillende Pokémontoernooien en Pokémonwedstrijden meegedaan. Cilan deed aan alle toernooien en wedstrijden mee met zijn eigen Pokémon.

### Pokémontoernooien
- Nimbasa Town Pokémon Club Gevecht - Top 8